# Église de l'Assomption de Cemboing
Pour les articles homonymes, voir Église de l'Assomption et Assomption.
L'église de l'Assomption est une église catholique située à Cemboing, en France.

## Localisation
L'église est située sur la commune de Cemboing, dans le département français de la Haute-Saône.

## Historique
L'édifice est inscrit au titre des monuments historiques en 1995.

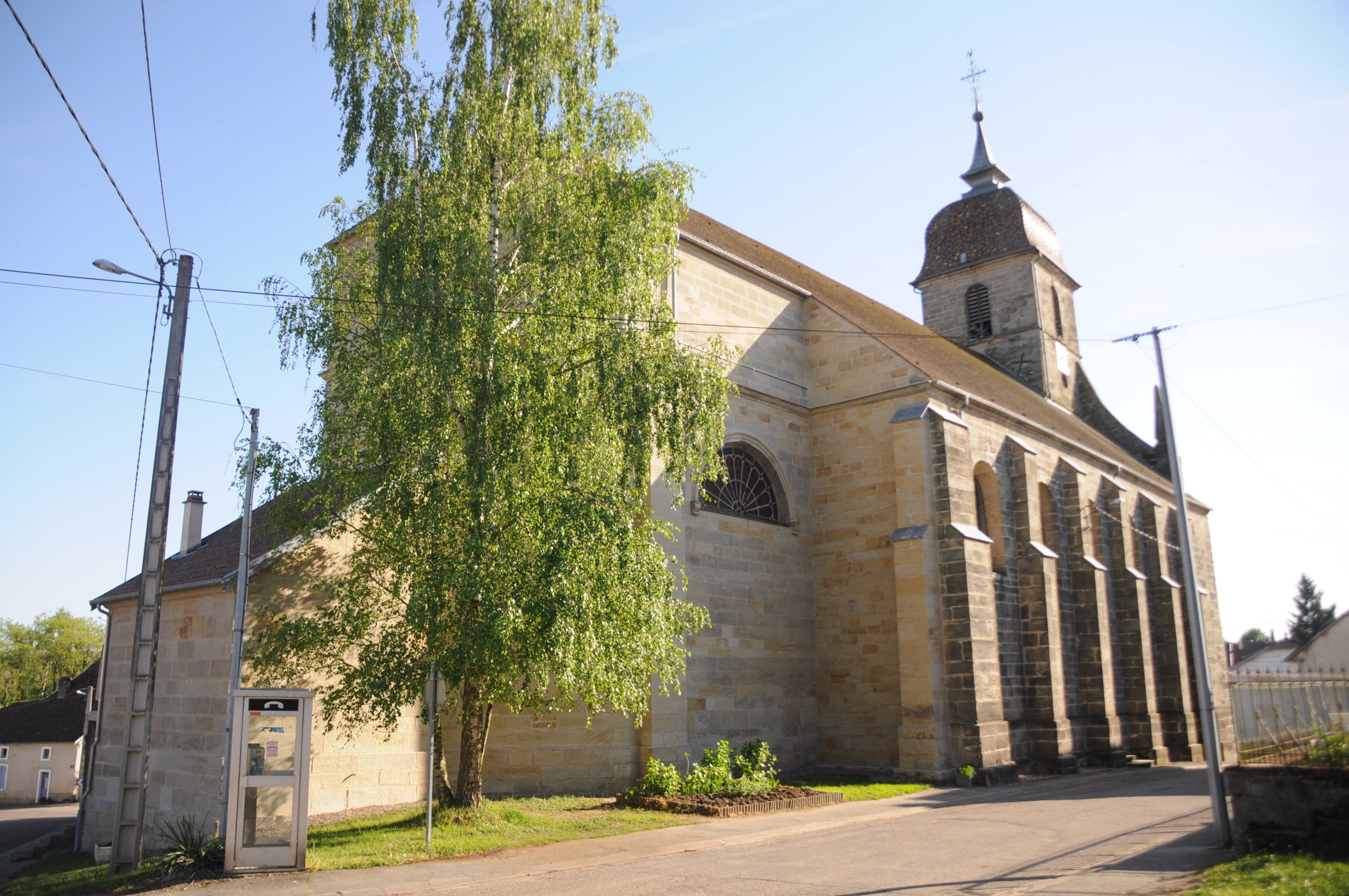
chevet et côté Nord